# 飛鳳信号場
飛鳳信号場（ピボンしんごうじょう）または飛鳳駅（ピボンえき）は、大韓民国慶尚北道義城郡にかつて存在した韓国鉄道公社中央線の駅である。

## 歴史
- 1971年4月10日：臨時乗降場として開業[1]。

- 1974年12月5日：廃止[2]。
- 1977年3月1日：信号場として再開業。
- 2024年12月20日：新線への切り替えに伴い廃止。

## 隣の駅
韓国鉄道公社
中央線
義城駅 - 飛鳳信号場 - 塔里駅